# شرکت سیلیگ پلی‌سکوپ
شرکت سیلیگ پلی‌سکوپ (انگلیسی: Selig Polyscope Company) یک شرکت فیلم‌سازی آمریکایی بود که در سال ۱۸۹۶ توسط ویلیام سیلیگ در شهر شیکاگو پایه‌گذاری شد. این شرکت صدها فیلم متحرک تجاری با اکران گسترده را در سال‌های اولیه سینما تولید کرد، از جمله اولین فیلم‌هایی که ستارگانی چون تام میکس، هارولد لوید، کولن مور و راسکو آرباکل در آن نقش‌آفرینی کردند. سیلیگ پلی‌سکوپ همچنین نخستین استودیوی دائمی فیلم را در کالیفرنیای جنوبی در منطقه تاریخی ایدن‌دیل لس آنجلس بنیان نهاد.
با پایان دادن به تولید فیلم در سال ۱۹۱۸، این شرکا که به خاطر استفاده از حیوانات در تولید فیلم معروف شده بود، به تامین‌کننده حیوانات و لوازم جانبی مورد نیاز برای ساخت فیلم برای استودیوهای دیگر و باغ‌وحش و پارک تفریحی در شرق لس آنجلس تبدیل شد و در دههٔ ۱۹۳۰ به سبب رکود بزرگ محبوبیت خود را به تدریج از دست داد.
در سال ۱۹۴۷، ویلیام سیلیگ و چند تن دیگر از تهیه‌کنندگان و کارگردانان اولیه فیلم، جایزه اسکار افتخاری ویژه‌ای را برای قدردانی از نقش خود در توسعه صنعت فیلم به‌طور مشترک دریافت کردند.